# Antonín Kalina
Antonin Kalina, né le 17 février 1902 à Třebíč et mort le 26 novembre 1990 dans la même ville, est un résistant tchécoslovaque qui, pendant la Seconde Guerre mondiale, est emprisonné au camp de concentration de Buchenwald. Durant sa détention, il parvient à sauver la vie à plus de 900 enfants. En 2012, Yad Vashem l'honore du titre de « Juste parmi les nations ». Deux ans plus tard, le président de la République tchèque Miloš Zeman lui décerne la médaille du mérite.

## Biographie
Kalina naît à Třebíč : il est l'un des douze enfants d'un cordonnier, artisanat qu'il apprend à son tour. Il grandit dans un milieu d'une grande pauvreté, ce qui le conduit à devenir communiste. Il est arrêté par les nazis en 1939 en raison de son appartenance au parti communiste. D'abord envoyé au camp de concentration de Dachau, il est ensuite déplacé à Buchenwald.
À mesure que l'Armée rouge progresse vers l'ouest, les Allemands entreprennent de détruire les camps de concentration implantés en Europe de l'Est. Les prisonniers survivants sont emmenés dans des marches de la mort pour rejoindre des camps plus à l'ouest. Certains d'entre eux parviennent jusqu'à Buchenwald, où Kalina est prisonnier. Environ 100 000 personnes arrivent à Buchenwald en 1944-1945. Nombre de ces détenus sont des enfants, dont certains sont des garçons de 12 à 16 ans issus de toutes les parties d'Europe.

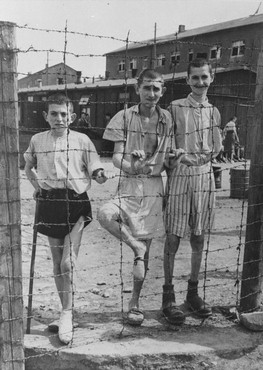
Enfants juifs sauvés du camp de concentration de Buchenwald.

Une résistance communiste (en) est alors déjà à l'œuvre dans le camp. Afin de protéger les détenus les plus vulnérables des conditions de vie très dures qui règnent au camp, ce mouvement de résistance les loge dans des bâtiments en prétendant qu'il s'agit d'une quarantaine pour les malades du typhus. Les Allemands n'avaient guère envie d'entrer dans ces espaces de peur de contracter la maladie. Kalina joue de son influence dans la résistance du camp pour devenir responsable du Block 66, que les prisonniers commencent à appeler le « block des enfants » (Kinderblock). Kalina, son adjoint Gustav Schiller et d'autres codétenus entreprennent de déplacer les garçons vers ce baraquement. Ils s'efforcent d'adoucir les conditions du camp pour eux. Ils parviennent à soustraire les plus jeunes d'entre eux aux durs travaux et aux maltraitances ordinaires du camp. Kalina réussit aussi à leur procurer de meilleures couvertures et, parfois, des rations alimentaires supplémentaires. En outre, il organise des cours pour les jeunes. Alors que la ligne de front se rapproche de Buchenwald, tous les Juifs reçoivent l'ordre de se rassembler ; Kalina falsifie les documents relatifs aux garçons juifs et dissimule leurs étoiles jaunes. Lorsque les Schutzstaffel viennent chercher les prisonniers, Kalina les persuade qu'il n'y a aucun Juif dans le Block 66,.
Après-guerre, Kalina rentre en Tchécoslovaquie. Il vit et travaille à Prague. De son vivant, il n'obtient aucune reconnaissance pour ses actes, car lui-même n'en parle jamais et les garçons qu'il a sauvés n'aiment guère évoquer leurs expériences pendant la Shoah. Kalina meurt le 26 novembre 1990,.

## Postérité
Le 3 juin 2012, Antonin Kalina est reconnu comme « Juste parmi les nations » à l'issue des efforts de certains « enfants de Kalina », de l'historien américain Kenneth Waltzer (en) et de la parution du documentaire Kinderblock 66: Return to Buchenwald, qui porte sur l'histoire de Kalina et des garçons qu'il a protégés. Trois d'entre eux sont présents à la cérémonie lui décernant le titre de Juste.
Le 28 septembre 2014, le président tchèque Miloš Zeman décerne à Kalina la médaille du mérite, première classe.